# مسجد زاهر
مسجد زاهر مسجد يقع في مدينة ألور ستار عاصمة ولاية قدح في ماليزيا. هو مسجد قديم نسبياً في ماليزيا حيث تم بناؤه في العام 1912، وهو أحد العلامات المعمارية المميزة ويصنف على أنه أحد أجمل مساجد العالم. تم تصميم قبابه الخمس لتعبر عن أركان الإسلام الخمسة، وتبلغ مساحته 11,558 متر مربع.